# Cuenca de L'Atalante
La cuenca de L'Atalante es un lago submarino hipersalino en el fondo del mar Mediterráneo a unos 192 km (119 millas) al oeste de la isla de Creta. Lleva el nombre del francés L'Atalante, uno de los buques de investigación oceanográfica que participaron en su descubrimiento en 1993. L'Atalante y sus vecinas, las cuencas anóxicas híper salinas profundas de Urania y Discovery tienen como máximo 35.000 años de antigüedad. Fueron formados por depósitos de sal evaporita mesiniana que se disolvieron fuera de la Cordillera del Mediterráneo y se acumularon en depresiones abisales de unos 3.000 m (9.800 pies) de profundidad. L'Atalante es el más pequeño de los tres; su superficie comienza a unos 3.500 m (11.500 pies) por debajo del nivel del mar.

## Descripción
La salinidad de la cuenca de L'Atalante está cerca de la saturación a 365 g⁄l (aproximadamente 8 veces la del agua de mar común), lo que evita que se mezcle con las aguas oxigenadas de arriba; por lo tanto, es completamente anóxico. La haloclina de aproximadamente 1,5 m (5 pies) entre el agua de mar de arriba y la salmuera de abajo está repleta de células bacterianas y arqueales: son quimioautótrofos, que se alimentan del amoníaco de la salmuera pero no pueden funcionar sin algo de oxígeno. Los miembros del grupo 1 de oxidantes de metano anaeróbicos de arqueas (ANME-1) y haloarchaea se encuentran solo en la zona de haloclinas. Ningún grupo de organismos logra prosperar en las tres zonas. [5] En la salmuera, hay menos células; Predominan los extremófilos, incluidos los miembros de las fuentes hidrotermales de aguas profundas euryarchaeota, Methanohalophilus y Proteobacteria. También se encuentran eucariotas en l'Atalante, incluidos ciliados (45%), dinoflagelados (21%) y coanoflagelados (10%).
Los sedimentos anóxicos de color gris oscuro en el fondo del lago L'Atalante están cubiertos con una capa negra suelta de 1 cm (0,4 pulgadas). Los microbios que se encuentran en los sedimentos son casi todos (90%) diversas especies de Bacillus. En 2010, se descubrieron tres especies de metazoos, todas en el filo Loricifera, viviendo en el sedimento, las primeras formas de vida multicelulares que se sabe que viven completamente sin oxígeno.